# Oscar de Prusse
Oscar de Prusse (en allemand : Oskar von Preußen), né à Potsdam le 27 juillet 1888 et mort le 27 janvier 1958 à Munich, est un prince de la Maison de Hohenzollern, un général de division allemand et le trente-cinquième maître de l'ordre protestant de Saint-Jean.

## Famille et descendance

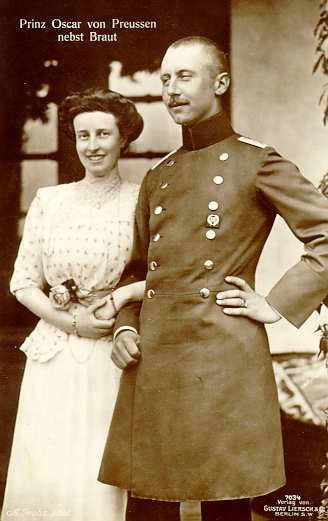
Oscar et Ina Marie lors de leurs fiançailles.

Oscar de Prusse est le cinquième fils de l'empereur allemand Guillaume II et de l'impératrice Augusta-Victoria de Schleswig-Holstein-Sonderburg-Augustenburg. Il naît au tout début du règne de son père. Un autre fils Joachim de Prusse naîtra en 1890. enfin, en 1892 naîtra la princesse Victoria-Louise de Prusse, neuvième et dernier enfant et seule fille du Kaiser.
Le prince Oscar reçoit l'éducation traditionnelle d'un prince de Prusse et intègre dès l'enfance une école d'Officier. Il profite des troubles provoqués par la crise de Juillet 1914 pour épouser à 26 ans, le 31 juillet 1914 à Berlin, Ina-Maria von Bassewitz (1888-1973), fille du comte Karl Heinrich Ludwig von Bassewitz-Levetzow, chambellan et ministre d'État du grand-duché de Mecklembourg-Schwerin et de la comtesse Margarethe von der Schulenburg. Le mariage n'étant pas conforme aux lois de l'Empire est considéré comme morganatique. Peu avant son mariage, la fiancée du prince reçoit le titre de comtesse de Rupin qu'elle transmettra à ses enfants non dynastes (et ne faisant pas partie de la Maison Impériale).
Le couple a quatre enfants,, :
- Oscar Wilhelm Karl Hans Kuno de Prusse (né le 12 juillet 1915 à Potsdam - tué le 5 septembre 1939 au combat de la Widawska en Pologne), étudiant en droit ;
- Burchard Friedrich Max Werner George de Prusse (né le 8 janvier 1917 à Potsdam - mort le 12 août 1988 à Hof bei Salzburg), épouse la comtesse Éléonore Fugger von Babenhausen (1925-1992) civilement le 20 janvier 1961, puis religieusement le 31 janvier suivant, sans descendance ;
- Herzeleide-Ina-Marie Sophie Charlotte Else de Prusse (née le 25 décembre 1918 à Bristow - morte le 22 mars 1989 à Munich), épouse le prince Karl Biron von Kurland (1907-1982), civilement le 15 août 1938 et religieusement le lendemain, dont trois enfants ;
- Guillaume-Charles de Prusse (né le 20 janvier 1922 à Potsdam - mort le 9 avril 2007 à Holzminden), épouse Armgard von Veltheim (1926-2019) le 1er mars 1952, dont trois enfants : Donata-Victoria (née en 1952), Guillaume-Charles (né en 1955) et Oscar (né en 1959). Il était le dernier petit-enfant vivant de Guillaume II et le trente-sixième Herrenmeister du Grand bailliage de Brandebourg.

Initialement, l'union du prince Oscar est considérée comme morganatique, mais, après la chute de la monarchie, le 3 novembre 1919, elle est décrétée dynastique conformément aux lois de la maison royale de Hohenzollern. Avant son mariage, Ina-Marie est titrée comtesse de Ruppin et, à partir du 21 juin 1920, elle devient princesse de Prusse avec le prédicat d'Altesse Royale.

## Biographie

### Jeunesse

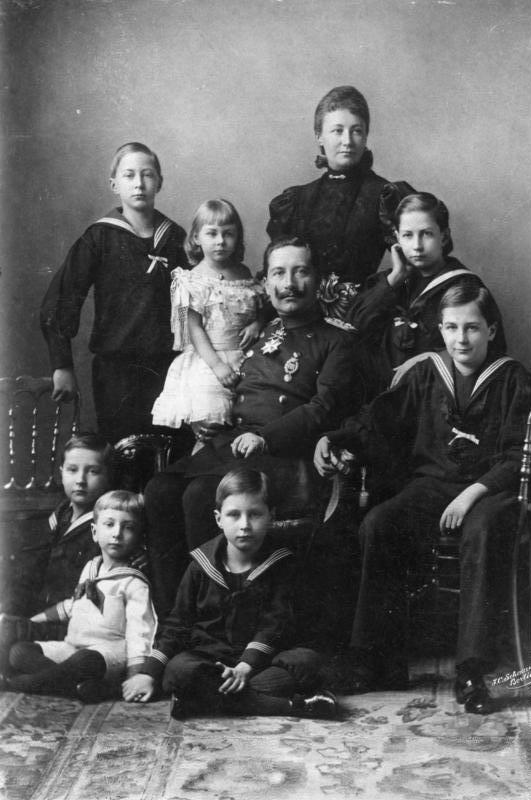
La famille de l'empereur Guillaume II d'Allemagne en 1896.

Cinquième fils et cinquième des sept enfants de l'empereur allemand Guillaume II et de l'impératrice Augusta-Victoria, le prince Oscar de Prusse est né le 27 juillet 1888 pendant l'« année des trois empereurs », juste un mois après que son père de 29 ans est devenu empereur allemand et roi de Prusse. Il voit le jour à la résidence d'été de ses parents, le Palais de Marbre, situé dans le Nouveau Jardin de Potsdam dans la province de Brandebourg, alors une province du royaume de Prusse. Le prince nouveau-né est baptisé sous les prénoms de « Oskar Karl Gustav Adolf » dans la foi luthérienne à la chapelle du château de Berlin, résidence principale de la maison de Hohenzollern situé sur la Spreeinsel au centre de Berlin. Il est nommé d'après le roi Oscar II de Suède, qui est aussi son parrain.
L’enfant grandit aux côtés de ses parents et de ses frères et sœur au Nouveau Palais, la résidence de ses parents située dans le parc royal de Sanssouci à Potsdam. Comme ses frères, le prince Oscar fit ses études dans le Prinzenhaus, une ancienne folie dans le parc du château de Plön (de) dans la province du Schleswig-Holstein du royaume de Prusse. À l'instar de son père, Oscar de Prusse effectue une partie de ses études à l'Université rhénane Frédéric-Guillaume de Bonn et s'engage, en 1909, dans le Corps Borussia Bonn. Ses membres, étudiants et anciens élèves de l'Université de Bonn, sont essentiellement choisis au sein de l'aristocratie prussienne.

### Carrière et opinions
Lors de la Première Guerre mondiale, il sert au 7e régiment de grenadiers, sur le front il fait preuve de courage et de vaillance. À l'issue de la guerre, au début des années 1920, il entre dans le Stahlhelm une des nombreuses organisations paramilitaires, issues des Freikorps (les corps francs), qui virent le jour après la défaite allemande de 1918. Il demeure actif dans les corps francs. Le 27 janvier 1927, il succède à son frère Eitel-Frédéric comme trente-cinquième maître de l'ordre protestant de Saint-Jean. En 1932, Oscar et son frère Eitel-Frédéric fournissent à leur père exilé, l'empereur allemand, des informations contre les nationaux-socialistes, dont le prince Oscar a toujours été un farouche adversaire. À partir de 1932, le prince est membre du conseil d'administration du Parti populaire national allemand.

### Seconde Guerre mondiale
Au début de la Seconde Guerre mondiale, le prince Oscar est réactivé comme colonel dans la Wehrmacht et commande le 230e régiment d'infanterie d'août 1939 à fin février 1940. Son fils aîné Oscar, est tué le 5 septembre 1939 au combat de la Widawska en Pologne. Promu général de division le 1er mars 1940, Oscar de Prusse est destiné par le Bureau du personnel de l'armée à prendre en charge une division. Cependant, en mai 1940, Hitler interdit son service ultérieur par un décret et le libère de la Wehrmacht le 19 mai 1943.

### Décès et funérailles
Atteint d'un cancer de l'estomac, le prince Oscar meurt, à l'âge de 69 ans, le 27 janvier 1958, jour des 70 ans de son épouse Ina Marie, dans une clinique de Munich. Quatre jours plus tard, il est inhumé au Jardin des Officiers du Burg Hohenzollern après un service religieux en l'église évangélique de Hechingen. Il était le dernier survivant des six fils de l'empereur allemand.

## Généalogie
Oscar de Prusse appartient à la première branche de la Maison de Hohenzollern. Cette lignée donna des électeurs au Brandebourg, des rois à la Prusse et des empereurs à l'Allemagne. Oscar de Prusse est un descendant de Bouchard Ier, comte de Zollern, et dont il donne le prénom à l'un de ses fils.